# 카운실 하우스

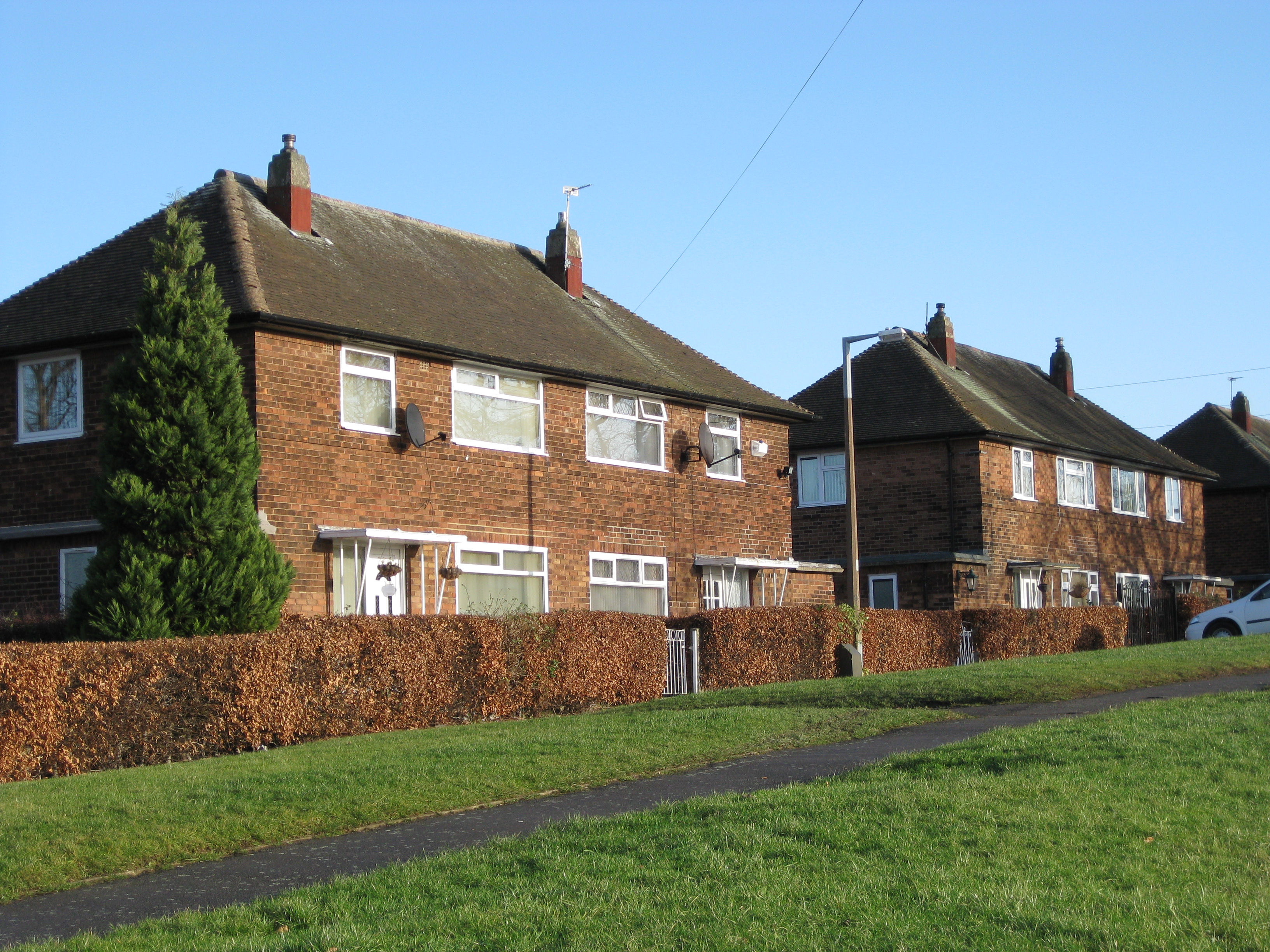
웨스트요크셔주 리즈의 카운실 하우스

카운실 하우스(council house) 또는 카운실 플랫(council flat)은 지방 당국이 건설한 영국 공공 주택의 한 형태이다. 시의회 단지는 다수의 카운실 하우스와 학교, 상점 등 기타 편의 시설을 포함하는 건물 단지이다. 건설은 1919년 주택법 이후 1919년부터 1980년대까지 주로 이루어졌으며, 이후 건설된 하우스는 훨씬 적다. 지역별로 설계 변형이 있었지만 모두 지역 당국의 건축 표준을 준수했다. 1985년과 1988년의 주택법은 민간 재정에 접근할 수 있는 비영리 주택 협회로의 의회 주택 이전을 촉진했으며, 이러한 새로운 주택 협회는 대부분의 새로운 공공 부문 주택 제공자가 되었다. 카운실 하우스를 '문제 장소'로 규정한 것은 공공 주택 재고를 민간 분야로 이전하는 움직임을 이끄는 핵심이었다. 2003년에는 사회임대주택 재고의 36.5%가 주택조합이 보유하고 있었다.

## 같이 보기
- 주택단지